# ノーブランド
ノーブランドは、ブランド（商標）を大きく掲げずに、法的に定められた事項と一般名称のみを記した商品。和製英語であり、英語圏ではゼネリック（ジェネリック）やノー・フリンジなどと称される。
無駄をなるべく排除することによって低価格化を図るほか、商品の本来の機能を特化させようというのが共通的な考えになる。ただ、通常のブランド商品に比べ、価値の低いものとして見られるほか、仕入れる業者が少ないという欠点もある。
ノーブランドの名称は主に衣服や装身具、リサイクルトナー、PCパーツ分野で用いられるが、その分野によって定義が異なる。
PCパーツ分野においてはバルク品に近いものも存在し、リテール品と同じ製品から取扱説明書や化粧箱などのパッケージを省き、何の表記も無い箱に納め、保証期間を付けないかまたは短期にした製品をノーブランドや流通業者やショップのブランドとして製造・販売する場合がある。これとは別に、製品の検査工程を一部省いたものや、通常の製品から機能や構成部品を一部削減したものなどもあり、定義は多岐にわたる。
メモリモジュールなどで、製品自体にはブランドが刻印されているが、店舗がそれをノーブランドで売ることもある。これは、同等品の中でそのときどきに応じて安く大量に入手できるブランド（余剰在庫など）を売っているので、ブランドを特定できないからである。そのため、同じ店で同じ品目として売られている製品を後日に買っても同じブランドとは限らない。BTO品に組み込んで売ることもある。品質は必ずしも劣らないが、バルクで売られ、販売ルートが独自に定めたサポートが行われるため、リテール品と同じようなメーカーサポートは受けられない。
また、分野に関わらず不良在庫となったブランド品を「ノーブランド」と銘打って格安で販売する場合があるが、この場合はノーブランドに当てはまらないため、アウトレット品と称することが適切である。ノーブランドは、あくまでも製造段階からブランドを持たないことを意図した製品を指す名称である。
「NB」と略すことがあるが、その場合は（ノーブランドと対極の存在である）「ナショナルブランド」との誤解を招きやすい。